# Lord Howe Rise

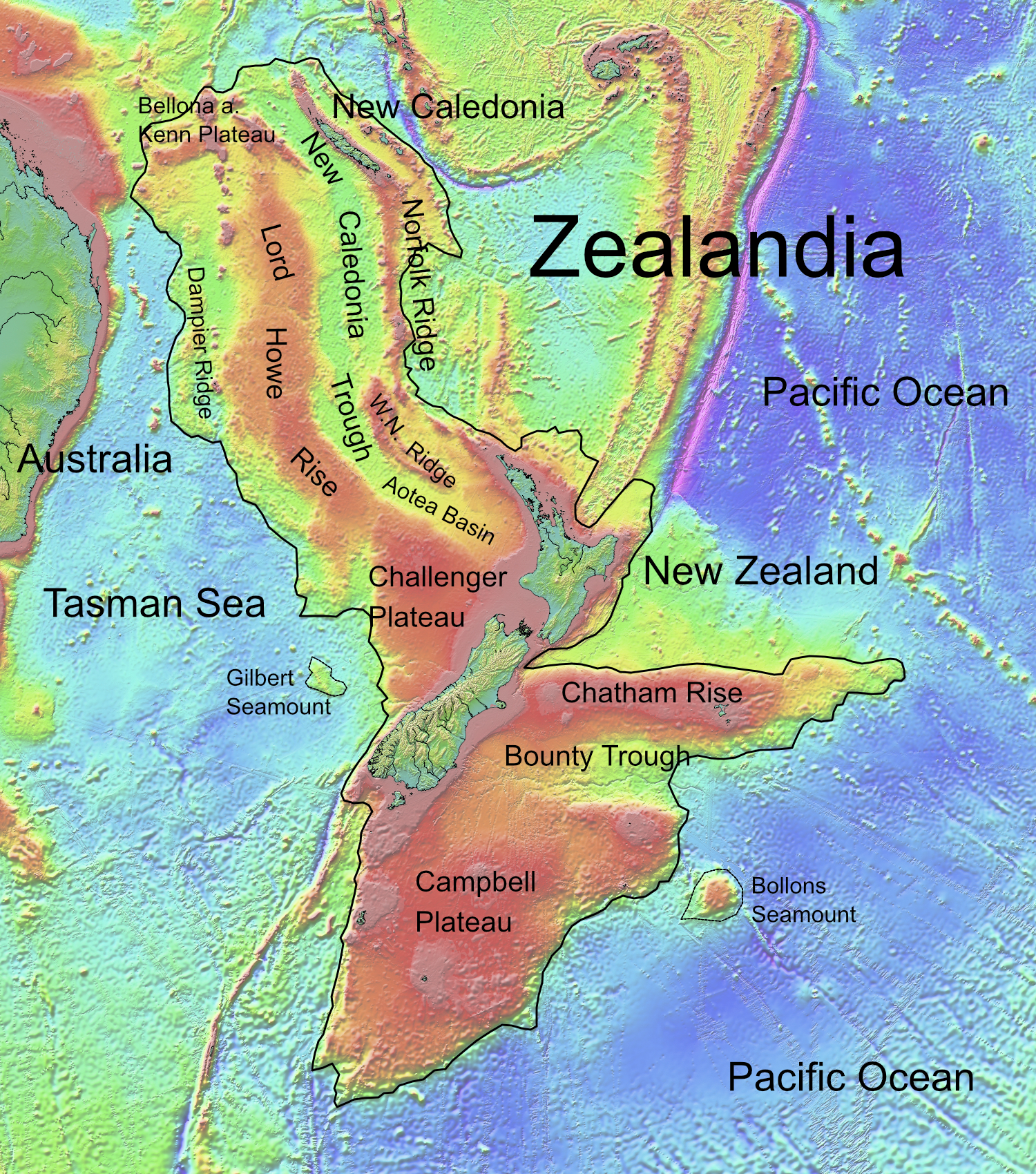
Topografische Karte von Zealandia mit der sich östlich von Australien von Nordwest nach Südost, in einem Bogen hinziehenden Lord Howe Rise

Die Lord Howe Rise ist ein unter dem Meeresspiegel liegender Gebirgszug. Er gehört zu dem 4,9 Millionen Quadratkilometer großen und zu 94 % unter dem Meeresspiegel liegenden Gebiet, das von Wissenschaftlern als Zealandia bezeichnet und um dessen Anerkennung als Kontinent geworben wird.

## Namensherkunft
Der unterseeische Gebirgszug wurde nach der Insel Lord Howe Island benannt, die Teil des Gebirgszuges ist.

## Geographie
Die Lord Howe Rise befindet sich rund 600 km östlich von Australien, rund 370 km südwestlich von Neukaledonien und 600 km nordwestlich von Neuseeland. Der Gebirgszug, der eine wellenförmige Nordwest-Südost-Ausrichtung hat (Geokoordinaten 23° 20' S, 161° 30' O, Geokoordinaten 38° 0' S, 165° 40' O), erstreckt sich über eine Länge von mehr als 1600 km und ist zwischen 400 und 500 km breit. Der Gebirgszug liegt zwischen 1000 und 3000 m unter dem Meeresspiegel. und ragt mit Lord Howe Island, die vulkanischen Ursprungs ist, von 2000 m unter dem Meeresspiegel bis auf 875 m (Mount Gower) über dem Meer hinaus.
Westlich der Lord Howe Rise befindet sich das Kenn Plateau, die Damper Ridge und die Tiefsee der Tasmansee, nördlich schließen sich die Chesterfield Islands mit dem Chesterfield Plateau an, im Osten begleitet der New Caledonia Trough den Gebirgszug und im Süden begrenzt das Challenger Plateau, das westlich von Neuseeland liegt, die Lord Howe Rise.

## Geologie
Die Lord Howe Rise basiert auf einer Kontinentalkruste, die vor 85–52 Millionen Jahren bei der Bildung des Tasman Basin von dem Australischen Kontinent abgetrennt wurde. Das vermutlich im Paläozoikum entstandene Basisgestein ist mit einer einigen hundert Meter dicken im Känozoikum gebildete silicatischen und carbonathaltigen Schlammschicht bedeckt und war auf Grund möglicher Öl- und Gasvorkommen im Jahr 2003 Gegenstand umfangreicher geologischer Untersuchungen seitens der australischen Regierung.

## Meeresfauna
Bis zum Jahr 2003 war die Meeresfauna im Gebiet der Lord Howe Rise wenig erforscht. Deshalb startete das New Zealand Ministry of Fisheries in Zusammenarbeit mit dem National Oceans Office of Australia im Mai 2003 das NORFANZ-Projekt, das die Meeresfauna in den Gebieten der Lord Howe Rise und der Norfolk Ridge zwei Monate lang (9. Mai bis 7. Juni 2003) untersuchen sollte. In insgesamt 14 verschiedenen Gebieten, vier im Gebiet der Lord Howe Rise und zehn im Gebiet der Norfolk Ridge, wurde in Tiefen zwischen 100 und 2000 m das Seeleben erforscht. Dabei konnten 590 verschiedene Fischarten und 1305 verschiedene Arten von wirbellosen Tieren identifiziert werden, dabei wurden 12 % der wirbellosen Tiere als neue Species identifiziert und bei den Fischen rund 20 %.